# Stefana Proković
Stefana Proković est une ancienne joueuse de volley-ball serbe née le 24 octobre 1986 à Kragujevac. Elle mesure 1,74 m et jouait au poste de libero. 

## Clubs
| Club            | De        | À         |
| --------------- | --------- | --------- |
| OK Vizura       | 2007-2008 | 2010-2011 |
| Nova KBM Branik | 2011-2012 | 2013-2014 |
| OK Kraguj       | 2015-2016 | 2015-2016 |

## Palmarès
- Championnat de Slovénie
  - Vainqueur : 2012, 2013, 2014.
- Coupe de Slovénie
  - Vainqueur : 2012.
  - Finaliste : 2013, 2014.
- Championnat de Serbie
  - Finaliste : 2011.
- Coupe de Serbie
  - Finaliste : 2011.